# Sint-Engelbertuskerk (Wemmel)
De Sint-Engelbertuskerk is een katholieke parochiekerk in de Vlaams-Brabantse gemeente Wemmel.

## Geschiedenis
In 1924 schonk de ongehuwde gravin Sophie de Limburg Stirum een stuk grond aan de kerkfabriek van Sint-Servaas, met de bedoeling er een bijkerk te bouwen in de wijk Albbom. Later schonk de familie nog een extra bijdrage met specifieke vraag om de kerk naar de Duitse heilige Sint-Engelbertus te noemen. Een van hun voorgeslacht, Friedrich Von Isenberg zou bij de moord op Sint-Engelbertus betrokken geweest zijn. De kerk werd in 1936 ingewijd. De in 1940 gemaakte plannen voor een definitieve kerk zijn door de Tweede Wereldoorlog nooit ten uitvoer gebracht. Voor latere plannen werden door de overheid nooit een vergunning afgeleverd.

## Architectuur
Oorspronkelijk voorzien als een tijdelijke kerk, is de kerk een sobere zaalkerk.